# Agadez (région)
Agadez est la région qui couvre la partie septentrionale du Niger avec une superficie de 667 799 km2 (soit 52,7 % de la superficie totale du pays), elle est la plus vaste des sept régions du pays.

## Géographie
Sa superficie est de 667 799 km2.

### Situation
La région d’Agadez est délimitée :
- à l'est par le Tchad,
- au nord par la Libye et l'Algérie,
- à l'ouest par la République du Mali, et la région de Tahoua,
- au sud par les régions de Maradi, Zinder et Diffa.

| In Guezzam Kidal | Tamanrasset, Djanet | Mourzouq     |
| Tahoua           | Agadez              | Extrême Nord |
| Maradi           | Zinder              | Diffa        |

### Relief et environnement

L'Arakao dans le massif de l'Aïr.

La région d’Agadez est un univers essentiellement minéral constituant la frange sud du Sahara. Elle repose sur le massif de l’Aïr à l’ouest et le désert du Ténéré à l’est. Sur sa frontière ouest se trouve la plaine de Talak. Au nord, le Plateau du Djado prolonge le Tassili n'Ajjer.
Le massif de l’Aïr est une zone de moyenne montagne d’environ 70 000 km2 qui culmine à 2020 mètres au mont Indoukat-n-Taglès dans les monts Bagzane.
Le désert du Ténéré d’une superficie d’environ 400 000 km2 est une vaste étendue de sable (ergs) coupée du nord au sud par la falaise de Kaouar le long de laquelle se trouvent les oasis de Séguédine, Dirkou et Bilma.
La majeure partie de l’Aïr et la frange ouest du Ténéré constitue les Réserves naturelles de l'Aïr et du Ténéré.
La région dispose d’aquifères fossiles profonds peu exploités sinon par l’industrie minière.

### Climat
La région d’Agadez connait un climat extrêmement aride. Le désert du Ténéré fait partie des zones les plus arides au monde avec 12 mm de précipitations par an en moyenne. Les pentes ouest du massif de l’Aïr sont un peu mieux loties avec environ 150 mm de pluie par an. Ces précipitations sont très irrégulières : 0 mm en 1991 et 78,7 mm en 2006 à Bilma, 49,7 mm en 1995 et 243,7 mm en 2007 à Agadez
.
Les températures y sont particulièrement élevées. La moyenne des maximales journalières est de 35,6° et plus de 40° quatre mois par an. Les précipitations ont lieu entre mai et septembre.

## Histoire
En août 2011, l’Assemblée nationale du Niger adopte un projet de loi qui porte le nombre de départements de la région d'Agadez à six. La loi a créé 3 nouveaux départements, à partir des anciens postes administratifs de Iférouane, Ingall et Tchirozérine.

## Subdivisions administratives

### Découpage territorial (depuis 2012)
Depuis 2012, la région est divisée en 6 départements, 15 Communes dont 4 Communes urbaines et 11 Communes rurales ; 1 Sultanat ; 4 Cantons ; 13 Groupements nomades, 6 213 localités.
| Départements | Superficie (km2) | Population (2023) | Communes urbaines (en gras) et rurales   |
| ------------ | ---------------- | ----------------- | ---------------------------------------- |
| Aderbissinat | 51 360           | 50 082            | Aderbissinat                             |
| Arlit        | 61 180           | 148 919           | Arlit • Dannet • Gougaram                |
| Bilma        | 277 700          | 25 431            | Bilma • Dirkou • Djado • Fachi           |
| Iférouane    | 139 600          | 46 411            | Iférouane • Timia                        |
| Ingall       | 61 170           | 73 595            | Ingall                                   |
| Tchirozérine | 30 960           | 346 978           | Agadez • Dabaga • Tabelot • Tchirozérine |

### Découpage territorial (2002-2012)

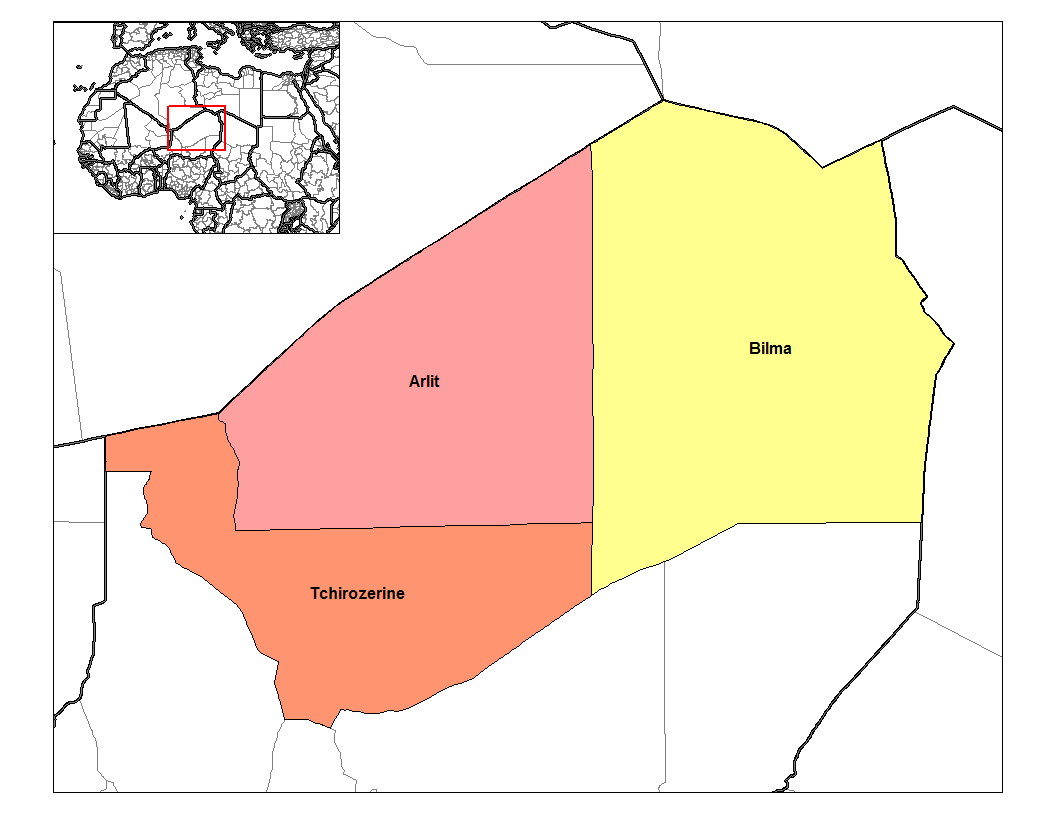
Les départements de la région d'Agadez.

Selon le découpage territorial de 2002, la région d'Agadez est subdivisée en 3 départements eux-mêmes subdivisés en communes urbaines et rurales. Les populations sont des estimations 2011 :
Département d'Arlit :
- Superficie : 216 774 km2
- Population : 156 024 hab
- Chef-lieu : Arlit
- Communes urbaines : Arlit.
- Communes rurales : Dannet, Gougaram, Iférouane, Timia.

Département de Bilma :
- Superficie : 286 279 km2
- Population : 27 146 hab
- Chef-lieu : Bilma
- Communes urbaines : Bilma.
- Communes rurales : Dirkou, Djado, Fachi.

Département de Tchirozérine :
- Superficie : 154 746 km2
- Population : 328 018 hab
- Chef-lieu : Tchirozérine
- Communes urbaines : Agadez, Tchirozérine.
- Communes rurales : Aderbissinat, Dabaga, Ingall, Tabelott.

## Population

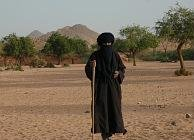
Touareg dans l'Aïr.

La région est très peu peuplée, 511 188 habitants, soit environ 3,2 % de la population totale du pays et une densité moyenne de 0,7 h/km2.
La population est composée principalement de Touaregs  (60,1 %), de Haoussas (24,4 %), de Djerma Sonhraïs (5 %), et de Kanouris (4,7 %)
.
La région d'Agadez, région désertique, a un fort taux d'urbanisation en raison de la population de son chef-lieu et des cités minières d'Arlit et Tchirozérine. Le reste de la population vit dans les oasis comme Bilma, Dirkou, Fachi, Djado, Timia, Iférouane, ou nomadise dans la région.

## Économie

### Agriculture et élevage
Le climat et la nature des sols de la région ne permettent pas une pratique significative de l’agriculture. Celle-ci se limite à la récolte des dates et au jardinage dans les oasis et le long des oueds.
L’élevage, principalement chèvres, ovins et dromadaires, est pratiqué par des pasteurs nomades. Il ne représente qu’une infime partie de la production animale du Niger.

### Industrie minière
L'uranium

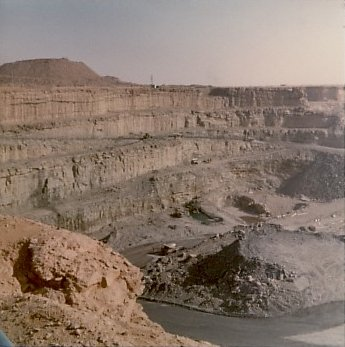
Mine d’uranium à Arlit.

Trois gisements d'uranium sont exploités, Arlit et Akouta par des filiales de la société française Areva NC, et Azelik par une filiale de la société chinoise CNNC:
- La mine d'Arlit, par la SOMAÏR[7] : la mine située à proximité de la ville d'Arlit est exploitée à ciel ouvert. La mine a produit 1 808 tonnes d'uranium métal en 2009. Environ 1 000 personnes sont employées par la SOMAÏR.

- Les mines d'Akouta, par la COMINAK[8] : les gisements profonds situés dans la commune rurale d'Akokan (au sud d'Arlit) sont exploités sur les sites d'Akouta, Akola et Afasto. C'est la plus grande exploitation souterraine d'uranium au monde. Les mines ont produit 1 435 tonnes d'uranium métal en 2009. Environ 1 200 personnes sont employées par la COMINAK.

- Les mines d'Azelik  : la SOMINA exploite depuis début 2011 une mine d'uranium à Azelik[9]. La production devrait atteindre 700 tonnes d'uranium métal en 2011, et monter à environ 2 500 tonnes en 2015.

En raison de leur faible teneur en uranium (< 0,5 %) les minerais sont traités sur place à Arlit, Akouta et Azelik. L'uranium, sous la forme d'uranates, est exporté par le port de Cotonou au (Bénin). La production totale en 2010 est de 4 200 tonnes, représentant 61 % des exportations du Niger.
Le charbon
La société SONICHAR produit du charbon dans une mine à ciel ouvert depuis 1980 à Anou Araren, près de Tchirozérine.
La production, 246 558 tonnes en 2010, est utilisée quasi intégralement sur place dans une centrale thermique, exploitée par la même société, pour alimenter les usines de traitement d'uranium d'Arlit et Akokan, ainsi que les principales villes de la région Agadez.
L'étain
La cassitérite a été exploitée dans l'Aïr. Depuis l'arrêt des mines de Taraouji et de Timia dans les années 1980, la production artisanale d'étain est tombée à 12 tonnes en 2009, dans la localité d’El Mecki.
L'or
Depuis 2014, des mines d'or artisanales sont exploitées dans l'Aïr et le Ténéré provoquant une ruée vers l'or. Le cours de l'uranium étant relativement faible, l'essor de l'or a canalisé une population qui connait une grande précarité. Les premières exploitations se font dans la vallée du Djado et sur le site de Tchibarakaten.

### Tourisme
L'Aïr, le Ténéré et la ville d'Agadez constituent les principaux attraits touristiques du Niger. Les randonnées dans le massif de l’Aïr et le désert du Ténéré constituent un tourisme de niche qui pâtit de l’insécurité liée à la présence de l’AQMI dans le sud saharien.

### Transport et communication
Réseau routier
La région dispose de deux routes orientées nord-sud le long du massif de l’Aïr :
- La route nationale N25 est axe nord-sud (la route de l’uranium) venant d’Algérie qui traverse Arlit, Tchirozérine, Agadez, Abalak, Tahoua, puis rejoint la N1 à Birni N'Konni via la N29.
- La route nationale N11 est un axe nord-sud  qui part d’Agadez, traverse Tanout, Zinder, Magaria puis rejoint le Nigéria.

Il n’y a pas de route dans le Ténéré.
Aéroports
La région dispose de trois aéroports, dont un international, à Agadez, Arlit et Dirkou.

## Culture et patrimoine

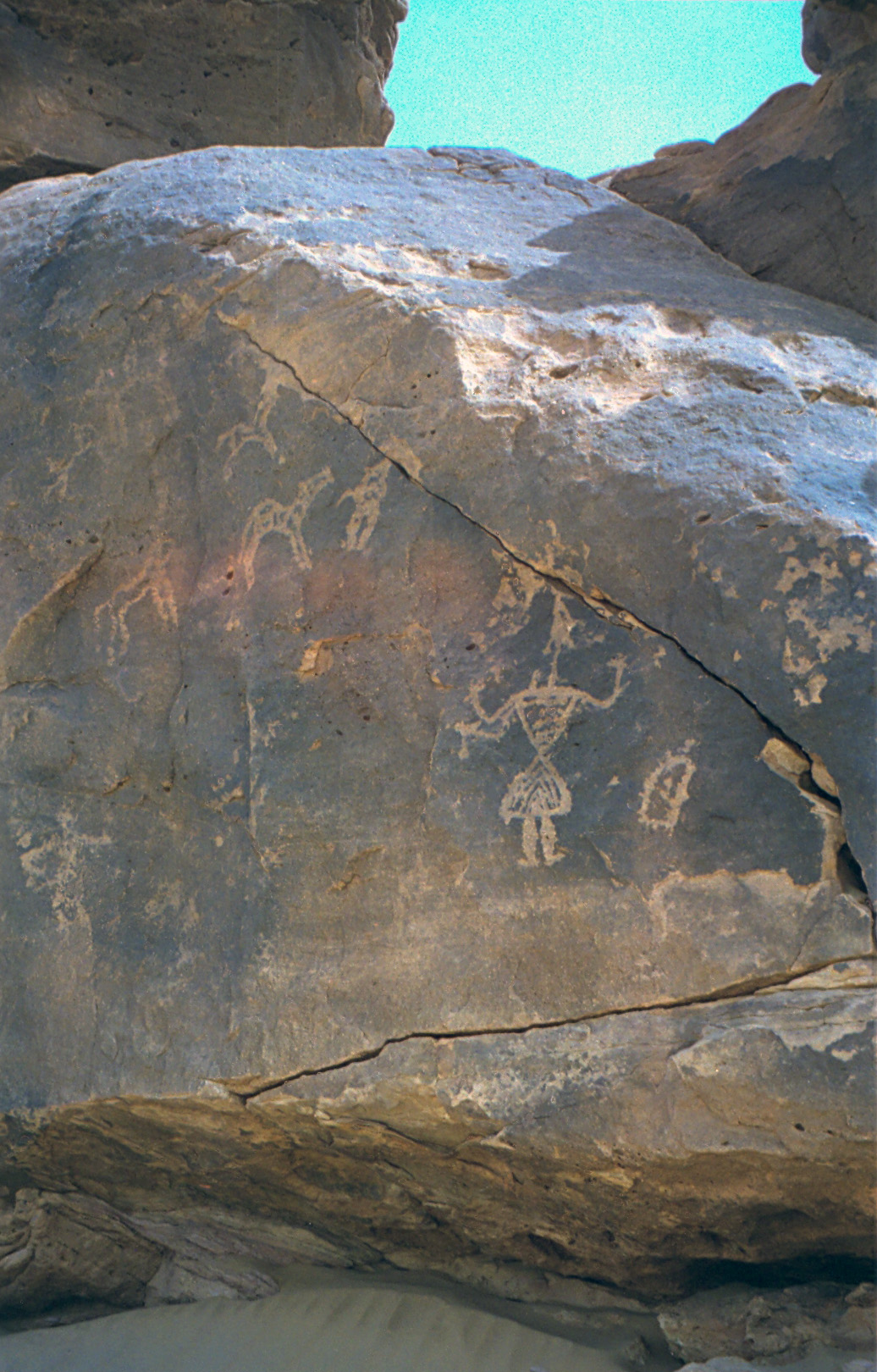
Gravures rupestres de Tiguidit.

Les Réserves naturelles de l'Aïr et du Ténéré situées dans le département d’Arlit sont  classées au patrimoine mondial de l’UNESCO. Outre le sanctuaire des addax, l’Aïr renferme un cimetière de dinosaures à Gadafawa, et des gravures rupestres vieilles de 5 000 ans à Dabous et sur la falaise de Tiguidit
.
La ville d’Agadez est connue par sa grande mosquée du XVe siècle et son célèbre minaret.